# Vasútközlekedés-statisztikák országonként
Ez a szócikk a vasúti közlekedés különböző forgalmi statisztikáival foglalkozik, országonkénti bontásban.

## Utasszállítás

### Utas km évenként
Ez a lista olyan országokat tartalmaz, melyeknél az éves utaskm több mint 5 milliárd km.

| Ország             | Milliárd utas-km | Év   |
| ------------------ | ---------------- | ---- |
| Kína               | 787,889          | 2009 |
| India              | 696              | 2007 |
| Japán              | 254              | 2007 |
| Oroszország        | 173              | 2007 |
| Franciaország      | 78,46            | 2006 |
| Németország        | 74,73            | 2006 |
| Ukrajna            | 53,23            | 2006 |
| Egyesült Királyság | 50,7             | 2008 |
| Olaszország        | 46,44            | 2006 |
| Egyiptom           | 40,84            | 2005 |
| Dél-Korea          | 31,42            | 2006 |
| Pakisztán          | 25,62            | 2006 |
| Indonézia          | 25,54            | 2004 |
| USA                | 22,50            | 2006 |
| Spanyolország      | 21,25            | 2006 |
| Lengyelország      | 16,98            | 2006 |
| Svájc              | 16,14            | 2008 |
| Hollandia          | 15,41            | 2006 |
| Kazahsztán         | 13,61            | 2006 |
| Irán               | 12,58            | 2006 |
| Fehéroroszország   | 9,97             | 2006 |
| Belgium            | 9,61             | 2006 |
| Hongkong           | 9,52             | 1996 |
| Tajvan             | 9,34             | 2006 |
| Thaiföld           | 9,20             | 2004 |
| Ausztria           | 8,85             | 2006 |
| Románia            | 8,05             | 2006 |
| Argentína          | 6,98             | 2003 |
| Magyarország       | 6,92             | 2006 |
| Csehország         | 6,89             | 2006 |
| Svédország         | 5,68             | 2006 |
| Dánia              | 5,65             | 2006 |
| Törökország        | 5,28             | 2005 |